# NGC 25
NGC 25 je čočková galaxie nacházející se v souhvězdí Fénixe. V českých zeměpisných šířkách není viditelná.